# Port Island (Canada)
Port Island is een onbewoond eiland dat deel uitmaakt van de Canadese provincie Newfoundland en Labrador. Het heeft een oppervlakte van ruim 3 hectare en bevindt zich vlak voor de noordkust van Newfoundland.

## Toponymie
De naam van het eiland betekent letterlijk "bakboordeiland". Zo'n 400 m verder noordwaarts ligt Starboard Island, wat  "stuurboordeiland" betekent. Bij het binnenvaren van de zeearm Maiden Arm varen boten immers tussen beide eilanden met Port Island aan bakboord en Starboard Island aan stuurboord. De namen van de eilanden zijn een typisch voorbeeld van Newfoundlandse toponiemen die verbonden zijn aan de scheepvaart en visserij.

## Geografie
Port Island ligt in het zuidelijke gedeelte van de Hare Bay, een grote baai aan de oostelijke zijde van het Great Northern Peninsula van Newfoundland. Het ligt aan de toegang van Maiden Arm en wordt op het smalste punt door slechts 60 meter aan zeewater gescheiden van het Newfoundlandse vasteland. Het bevindt zich in een afgelegen gebied op zo'n 6 km ten westen van de Fischoteilanden.
Het eiland is rotsachtig en bereikt een hoogte van 14 m boven de zeespiegel. Het heeft een lengte van 400 m en een maximale breedte van 100 m. Vlakbij gelegen eilanden zijn Starboard Island en Deaths Head Island.

## Meeuwen
Het rotsachtige eiland huisvest een broedkolonie van Amerikaanse zilvermeeuwen. De grootte van de kolonie werd op 20 juni 2001, bij de eerste Canadese zeevogeltelling te Newfoundland, bestempeld als 'klein' (1–100 individuen). Bij de tweede telling op 24 juni 2006 werd de grootte van de kolonie opnieuw vastgesteld als zijnde 'klein'.